# Tetraria vaginata
Tetraria vaginata är en halvgräsart som beskrevs av Selmar Schönland och William Bertram Turrill. Tetraria vaginata ingår i släktet Tetraria och familjen halvgräs. Inga underarter finns listade i Catalogue of Life.